# 嘉義縣阿里山鄉鄒族自然與文化中心
23°27′14.2″N 120°44′57.73″E / 23.453944°N 120.7493694°E
嘉義縣阿里山鄉鄒族自然與文化中心，簡稱為鄒族自然與文化中心，位於嘉義縣阿里山鄉達邦村，是一間以台灣原住民族鄒族文化為核心，推展鄒族文化典藏保存、學術研究的博物館。於2015年12月15日成立。
建築物外觀由鄒族傳統服飾色彩，以及庫巴建築特色的意象，展現鄒族文化精神，館內設有諮詢站、常設展區、文物展示室、特展區，與視聽簡報室，以遊戲化互動體驗區、典藏室文物區，以及鄒族部落風貌雕塑營造等展示內容。

## 外部連結
- 鄒族自然與文化中心 （页面存档备份，存于）
- 鄒族自然與文化中心——交通部觀光局 （页面存档备份，存于）
- 嘉義縣阿里山鄉鄒族自然與文化中心——原住民族委員會原住民族文化發展中心 （页面存档备份，存于）